# Con hẻm ác mộng
Con hẻm ác mộng (tiếng Anh: Nightmare Alley) là một bộ phim điện ảnh thuộc thể loại neo-noir – tâm lý – giật gân ra mắt vào năm 2021 do Guillermo del Toro làm đạo diễn, viết kịch bản và đồng sản xuất, được dựa trên cuốn tiểu thuyết cùng tên của William Lindsay Gresham. Là sản phẩm hợp tác của ba nước Mỹ, Canada và Mexico, đây là bộ phim điện ảnh chuyển thể thứ hai từ tiểu thuyết này kể từ bản phim năm 1947. Với sự tham gia diễn xuất của các diễn viên gồm Bradley Cooper, Cate Blanchett, Toni Collette, Willem Dafoe, Richard Jenkins, Rooney Mara, Ron Perlman, Mary Steenburgen, và David Strathairn, tác phẩm theo chân Stanton "Stan" Carlisle, một gã trộm hào hoa ở gánh xiếc mang tham vọng đạt đến quyền lực cao đã từ bỏ quá khứ để dấn thân vào một ngã rẽ mạo hiểm nhất trong cuộc đời của hắn. 
Bộ phim được công bố sản xuất vào tháng 12 năm 2017, với việc del Toro cộng tác với những đồng nghiệp quen thuộc để sản xuất tác phẩm, ngoại trừ việc Nathan Johnson thay vị trí của Alexandre Desplat trong khâu soạn nhạc phim. Tác phẩm được ghi hình vào tháng 1 năm 2020 tại Toronto, Ontario, song phải tạm ngừng sản xuất vào tháng 3 cùng năm do ảnh hưởng của đại dịch COVID-19. Đến tháng 9 năm 2020, việc sản xuất bộ phim được tiếp tục và bộ phim đóng máy vào tháng 12 cùng năm.
Con hẻm ác mộng có buổi công chiếu tại Hội trường Alice Tully ở Thành phố New York vào ngày 1 tháng 12 năm 2021, sau đó tác phẩm được Searchlight Pictures phát hành tại Mỹ vào ngày 17 tháng 12 năm 2021 và tại Việt Nam vào ngày 18 tháng 3 năm 2022. Sau khi ra mắt, bộ phim nhận về những lời khen ngợi từ giới chuyên môn, họ đặc biệt nhấn mạnh vào chỉ đạo đạo diễn, nhạc nền phim, thiết kế sản xuất, kỹ thuật quay phim và diễn xuất của Cooper và Blanchett, song thời lượng của bộ phim bị chỉ trích vì quá dài. Dù là một thất bại về mặt doanh thu khi chỉ thu về 39,6 triệu USD từ kinh phí sản xuất 60 triệu USD, tác phẩm vẫn nhận được một số giải thưởng cao quý, trong đó có bốn đề cử giải Oscar (bao gồm cả Phim hay nhất). Một phiên bản trắng đen của bộ phim với tựa phụ đề Vision in Darkness and Light (Góc nhìn ở bóng tối và ánh sáng) được phát hành ở một số thành phố chọn lọc vào ngày 14 tháng 1 năm 2022.

## Nội dung
Stanton "Stan" Carlisle là một gã trộm quyến rũ, đầy tham vọng và không kém phần xảo quyệt. Năm 1939, hắn đã thiêu rụi một ngôi nhà sau khi thủ ác và đặt một xác chết (thực chất là bố của anh) bên dưới ván sàn. Sau khi ra tay, Stan bỏ lại một quá khứ đầy bí ẩn, rời khỏi nơi đó, bắt đầu một hành trình mới đầy vô định. Khi gia nhập một gánh xiếc rong ruổi tại một thị trấn xa lạ, Stan học được ngón nghề mới từ cặp vợ chồng Zeena và Pete. Hắn sử dụng bí kíp này để dấn thân vào giới thượng lưu New York vào những năm 1940, tham gia nhiều phi vụ lừa đảo những kẻ có nhiều tiền cùng người tình Mary. Trong hành trình ấy, Stan nhận được sự giúp đỡ của một bác sĩ tâm lý bí ẩn có tên Lilith Ritter, người về sau được xem là kỳ phùng địch thủ của hắn. Từ đây, Stan bước vào một cuộc đấu tranh tâm lý đầy ám ảnh và sóng gió tại nơi này.

## Diễn viên
- Bradley Cooper trong vai Stanton "Stan" Carlisle
- Cate Blanchett trong vai Lilith Ritter
- Toni Collette trong vai Zeena
- Willem Dafoe trong vai Clem Hoatley
- Richard Jenkins trong vai Ezra Grindle
- Rooney Mara trong vai Molly Cahill
- Ron Perlman trong vai Bruno
- Mary Steenburgen trong vai bà Kimball
- David Strathairn trong vai Pete